# Catàleg Tycho-2
El Catàleg Tycho-2 és un catàleg astronòmic amb més de 2,5 milions de les estrelles més brillants. Aquest catàleg designa les estrelles segons un format que comença amb el prefix TYC seguit d'un nombre de quatre xifres ”FFFF”, un de cinc xifres ”NNNNN”,i, finalment, un nombre d'una xifra ”N”.

## El catàleg
Aquest catàleg de referència astromètric presenta la posició, moviment propi, i dades fotomètriques de les 2.539.913 estrelles més brillants de la Via Làctia, de les quals aproximadament 5.000 són visibles per l'ull nu. S'inclouen les components de les estrelles dobles fins a separacions de menys de 0,8 segons d'arc.
El catàleg Tycho-2 es va construir després de la missió Hipparcos combinant una nova anàlisi de les dades del Tycho i catàlegs astromètrics previs.
L'Observatori Naval dels EUA (USNO), compilà primer l'ACT (Catàleg Astrogàfic/Tycho) catàleg de referència, que conté gairebé un milió d'estrelles, mitjançant la combinació del Catàleg Astrogràfic (AC 2000), amb el Catàleg Tycho-1. El llarg període abastat entre els dos catàlegs millora l'exactitud dels moviments propis en aproximadament un ordre de magnitud. Al Tycho-2 ara substitueix l'ACT.
Els moviments propis de les estrelles són precisos a prop de 2,5 mil·lèsimes de segon d'arc/any es donen tal com es dedueixen d'una comparació amb el Catàleg Astrogràfic (AC 2000) i 143 d'altres catàlegs basats en dades astromètriques obtingudes en terra, totes reduïdes al sistema de coordenades celestes de l'Hipparcos. Només hi va haver unes 100.000 estrelles de les quals no es va poder deduir el moviment propi.
Per estrelles més brillants que Vt = 9 (magnitud aparent), l'error astromètric és de 7 mil·lisegons d'arc. L'error global per a totes les estrelles és de 60 mil·lisegons d'arc.
El període d'observació va ser de 1.989,85 a 1.993,21 i la mitjana de l'època d'observació per satèl·lit és l'època J1991.5.
La precisió fotomètrica per a les estrelles més brillants de Vt = 9 és de 0,013 magnituds, per a totes les estrelles és de 0,10 magnituds.

## Obtenció de dades del catàleg
Les dades d'aquest catàleg es poden obtenir des de la plana de l'Observatori Europeu Austral (ESO) a la plana web que dona accés als serveis en línia de l'ESO des de 8 de febrer de 2000.